# 멜로디의 미소
《멜로디의 미소》(La Chambre Des Morts, Melody's Smile, Room of Death)는 프랑스에서 제작된 알프레드 로트 감독의 2007년 범죄, 미스터리, 스릴러 영화이다. Franck Thilliez의 소설 La Chambre에 기반을 둔다. 멜라니 로랑 등이 주연으로 출연하였고 샤를르 가쏘 등이 제작에 참여하였다.

## 출연

### 주연
- 멜라니 로랑
- 에릭 카라바카

### 조연
- 질 를르슈
- 조나단 자카이
- 로랑스 코테
- 셀린느 살레테
- 장-프랑수아 스떼브낭

## 기타
- 미술: 장-피에르 포일렛